# Yves Boulay
Yves Boulay, né au Mans le 6 juillet 1945 et mort le 30 janvier 2020 dans la même ville, est un plasticien et éditeur français.
Au début des années 1960, il participe à l'animation de la Jeune Force poétique française, aux côtés de Michel-Georges Micberth, A.D.G., Bernard Deyriès, Gilles Cormery, etc. et aux dégagements du mouvement autobusiaque comme responsable du service des spectacles.
Il participa à Actual-Hebdo  et tire les quarante numéros de ce brûlot. 
Il sera de 1963 à 1973 responsable technique des Presses de la JFPF, puis directeur littéraire aux Éditions Calmann-Lévy  et fondera, dans les années 1980, sa propre maison d'édition (Jupilles ed).
Un de ses plus beaux fleurons éditoriaux sont les dessins de Cabu.